# کارلو کارا
کارلو کارا (به ایتالیایی: Carlo Carrà) ،(زاده ۱۱ فوریه ،۱۸۸۱ – درگذشته ۱۳ آوریل، ۱۹۶۶) نقاش ایتالیایی و شخصیت برجسته جنبش آینده‌نگر بود که در آغاز قرن بیستم در ایتالیا رونق گرفت. او علاوه بر نقاشی‌های زیادی که کشید، تعدادی کتاب هم در مورد هنر نوشت. او چندین سال در میلان تدریس کرد.
او بیشتر به خاطر بهترین کار فوتوریستی‌اش «مراسم تشییع جنازه آنارشیست گالی » که در سال ۱۹۱۱ کشیده شناخته شده است.کارا در واقع در جوانی آنارشیست بود، اما بعدها،در کنار بسیاری از فوتوریست‌های دیگر، دیدگاههای سیاسی او ارتجاعی‌تر شد و پیش از جنگ و در طول آن ، فوق‌العاده ناسیونالیست و طرفدار الحاق دوبارهٔ تمام مکانهایی به ایتالیا شد که در گذشته متعلق به آن کشور بود. در ۱۹۱۸ از فاشیست حمایت کرد.در دههٔ ۱۹۳۰ کارا مانیفستی را امضا کرد که در آن خواستار حمایت از ایدئولوژی دولت از طریق هنر شد.